# 密勒日巴

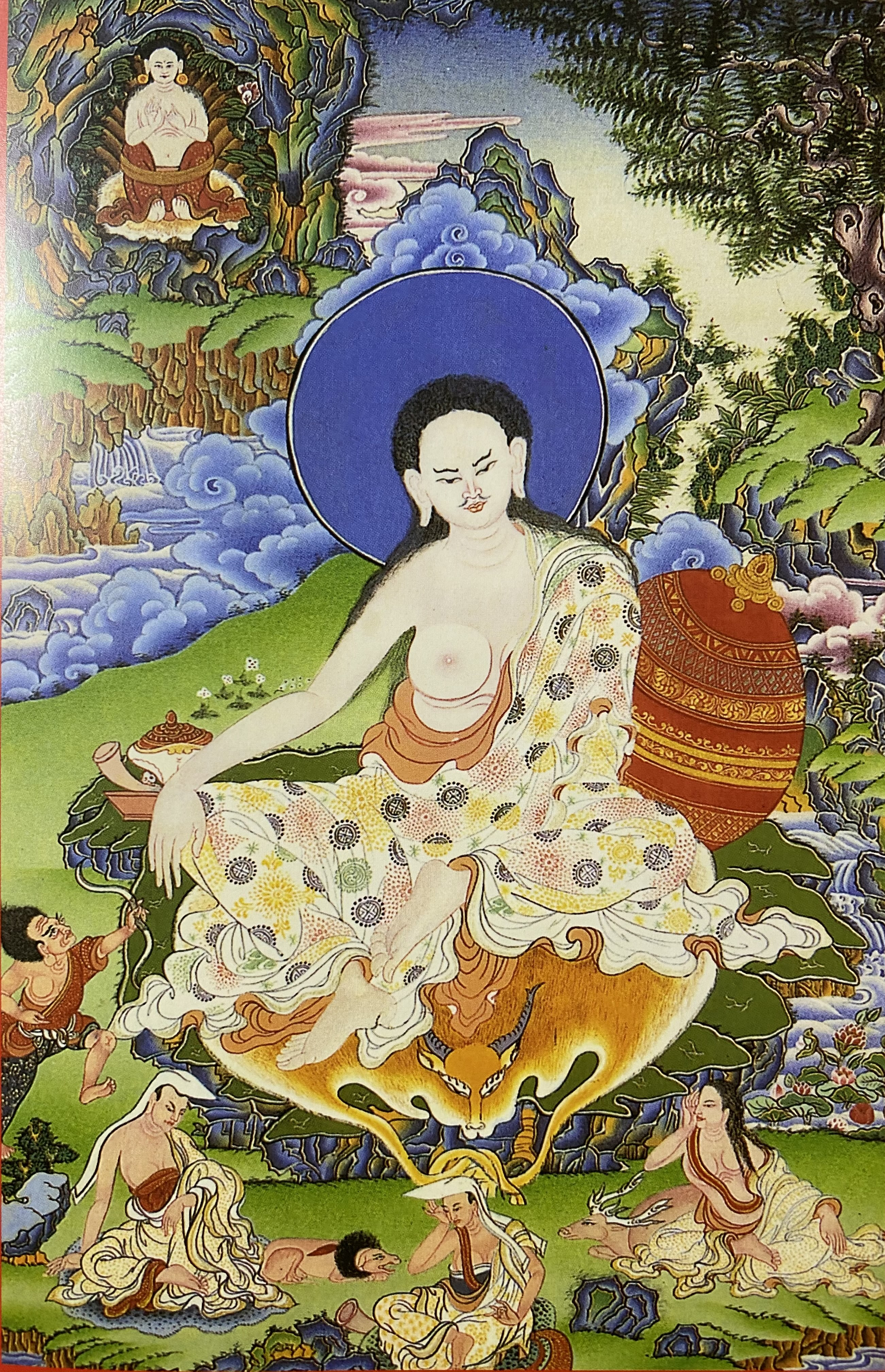
密勒日巴

密勒日巴（藏語：རྗེ་བཙུན་མི་ལ་རས་པ，威利转写：rje btsun mi la ras pa，1052年—1135年，又译米拉日巴、弥拉惹巴等），佛教噶舉派一代宗師，師承於瑪爾巴，法名喜笑金剛、密勒金剛幢，生於西藏芒域（現今吉隆县）貢堂一富裕家庭，本名密勒聞喜，早年因家產被佔據，為報復而造下惡業，後來得遇瑪爾巴大師之教授，歷經種種苦行與考驗，刻苦修行而成就聖果，為西藏著名的行者、詩人、大成就者:118:58。

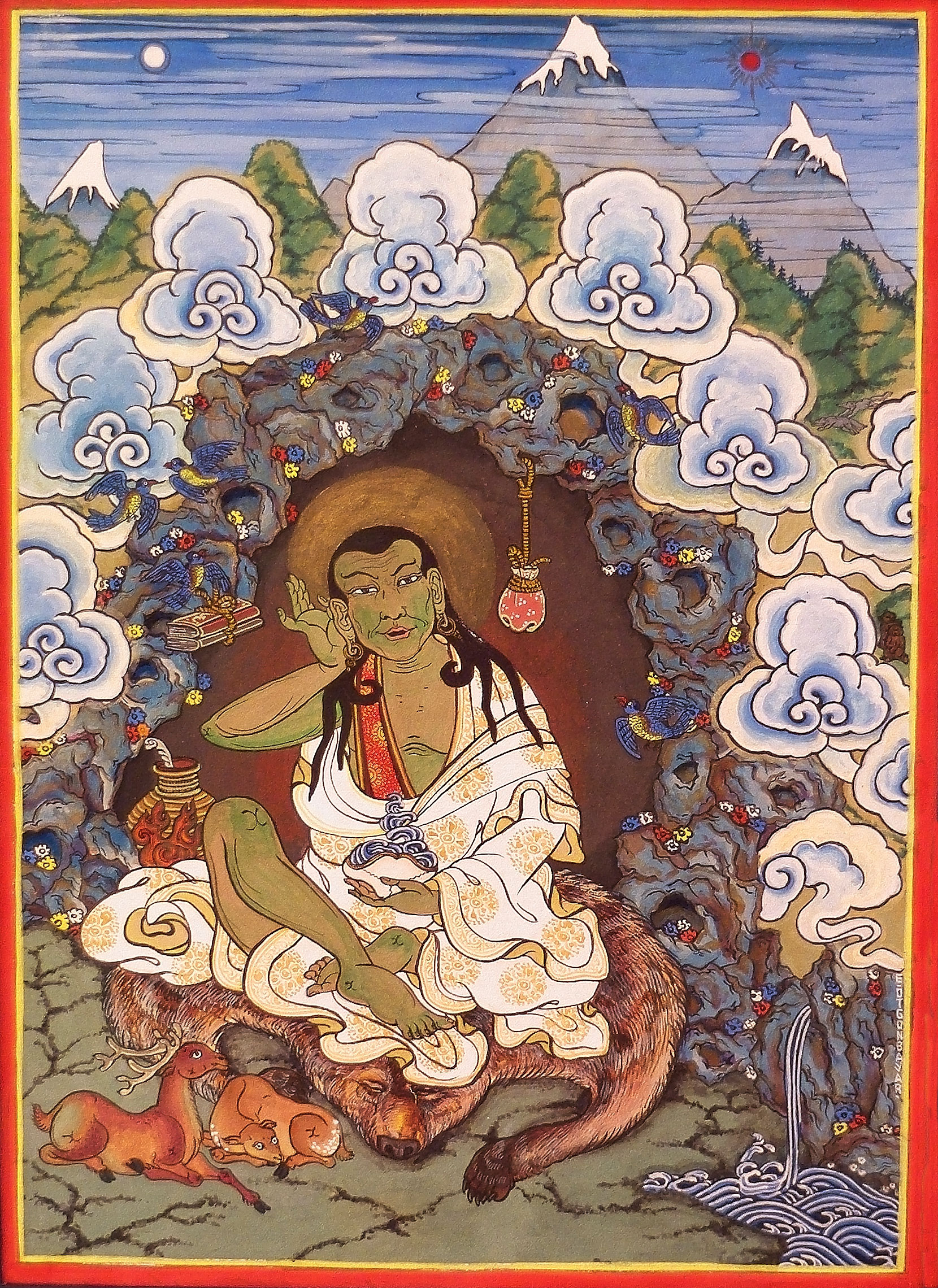
密拉日巴唐卡，奧特根巴亚尔·额尔舒

## 生平事蹟

### 家道中落
西元1052年，密勒日巴出生於一個富有的家庭，母親名為白莊嚴母、父親名為密勒蔣采、妹妹名為琵達，父親因做生意而富有，為當地的大戶人家。在密勒日巴七歲時，父親因病去世，去世前留下遺囑，希望孤兒母女和家產託付給伯父、姑母代為照顧、管理，等密勒日巴成人娶親時再將家產歸還。密勒日巴父親過世後，伯父、姑母不只霸佔了財產，還凌虐密勒日巴母子一家人，讓他們過著艱辛、飢餓的生活。:29-33:10-13
密勒日巴十五歲時，母親白莊嚴母將省吃儉用存下的錢宴請伯父、姑母和親屬們，於宴會上宣讀當年的遺囑，希望家產歸還給他們，但伯父、姑母完全否認此事，並拿馬鞭抽打其母，用衣袖子打他和妹妹琵達，咒罵密勒日巴母子三人，並將他們趕出家門。密勒日巴母子三子只得到舅舅處暫居，靠做點雜工和親戚們的接濟維生。:33-38:13-16

### 習咒造惡
密勒日巴母親非常悲憤，希望密勒日巴去學習誅法及咒術来報復伯父、姑母等迫害自己一家的親屬，密勒日巴便踏上學習咒術之路，後來找到了咒術高強的喇嘛雍同多甲，喇嘛起初沒將深奥的咒術傳授予密勒日巴，一年多後，他向喇嘛訴說家中的遭遇，並請求最強的咒術幫助他復仇，喇嘛確認他的遭遇後便傳予深妙之咒術。然後，又介紹他到另一位精通咒術的喇嘛處學習降雹法。密勒日巴很快地學會這些咒術，並對仇人施咒。:39-49:18-21
密勒日巴伯父的大兒子娶妻之時，宴請許多客人到家中吃喜酒，從前幫著伯父、姑母欺侮密勒日巴一家的三十多位親戚，皆到場祝賀。當天房屋倒塌，除了伯父、姑母外，當年幫著欺侮他們的三十多位親戚，都被壓死，但密勒日巴的母親仇恨心並未減少，因怕村人報復，便再次鎮壓，請密勒日巴對家鄉施予降雹，密勒日巴即施咒將原本要收成的麥子全部摧毀，麥子皆被洪水所沖走，村人們看見後非常難過，紛紛集結想加以報復，但後來還是畏懼密勒日巴的咒術而收手。:49-63:18-30
密勒日巴經此事後，漸漸起了後悔之心，想要修學如來之正法的心，一天比一天強烈。有一天，咒術上師有一位家道殷厚的大檀越，大檀越對該上師恭敬不遺餘力，後來卻得了重病，因此希望該上師到他家為他祈禱，三天過去後，依然無力回天。此事讓教咒術上師很感嘆，也擔心自己造惡，未來將受到果報而自食惡果，並希望密勒日巴去學習正法，未來再來接引自己。密勒日巴欣然接受，之後便踏上了如來正法之途。:49-66:30-31

### 皈依明師
密勒日巴起初跟隨一位通達大圓滿的喇嘛學習佛法，因爲生起我慢之心，修學沒有受用，該喇嘛便推薦他去依止那洛巴的親傳弟子馬爾巴大師學習。:67-68:31-32
當密勒日巴前往馬爾巴大師住所的途中，走到至「法廣坡」時，馬爾巴扮作農夫等待著他，密勒日巴向前打聽馬爾巴的消息，大師則希望他先幫忙耕田，密勒日巴田耕完後，前往馬爾巴住處，才知道這位農夫就是馬爾巴大師。:68-73:32-34
密勒日巴恭敬的向馬爾巴大師頂禮，然後將自己的三業作為供養，也把自己過去的遭遇詳細的說了一遍，然後向馬爾巴大師祈求「即身成佛」的法門，馬爾巴表示不一定是今生就能成佛，這是必須要靠自己精進的。密勒日巴為了供養馬爾巴大師，將自己化緣獲得的麥子，換成大銅燈和一些酒肉，跟著麥子都供養了給馬爾巴大師，馬爾巴收下後，手拿銅燈不禁感動落淚，表示緣起非常的好，然後用棍子敲響銅燈，並把燈裝滿酥油和燈心，點亮供佛，密勒日巴即向馬爾巴大師求法，馬爾巴為了讓密勒日巴清淨他過去造下的惡業，以幫助他未來學到最好的佛法，便開始給予種種的考驗與磨難。:73-75:34-35

### 苦行消業
瑪爾巴大師指示，要密勒日巴獨自在東邊山上險要之地依照指定樣式建造石屋，蓋好就傳授佛法。於是密勒日巴開始建房，但是房子蓋到一半時，瑪爾巴要他把房子重新拆除，於是他只得將建造的材料逐一揹下山。接著，瑪爾巴大師指示，需要在西邊山上依照指定樣式建造房子，蓋好就傳授佛法。於是密勒日巴又開始進行蓋房，等到蓋到一半時，瑪爾巴表示設計上不對，需要重新拆除並把東西歸位，密勒日巴只得照做。:77-78:37
接著，瑪爾巴大師指示，在北邊山頭上修一座房子，密勒日巴則請他考慮清楚，以免白工和無謂花費，瑪爾巴大師表示沒有問題，不會再拆毀。於是密勒日巴便開始蓋房，但等蓋到三分之一時，瑪爾巴還是請他將房子拆除，密勒日巴只得照做。當時因為長期揹石頭，做苦工，加上求法心切，拚死工作，密勒日巴背上屢結疤屢磨破，痛苦難熬，他擔心受到上師責難並沒有報告傷勢，只得求師母幫忙求法，但瑪爾巴大師僅將顯教的三皈、五戒傳給密勒日巴，並向他講述那洛巴上師苦行的故事以鼓勵密勒日巴。:78-80:38
過幾天，瑪爾巴大師指示要在族人禁止造屋的地方建造一所十層樓的房子，蓋好就傳授佛法，密勒日巴則找師母作證，以免房子蓋了又除。在房子打地基時，瑪爾巴的三個弟子來幫忙搬很多大石頭作為基石的一部分，馬爾巴發現後，叫他將那幾塊石頭搬下山去，要使用的材料必須自己搬運的才可用，密勒日巴只得把房子拆到基層，移開這些石頭後再新重建造，待房子蓋到第七層時，密勒日巴已負傷腰磨破一個大疤洞。正值有佛弟子正向瑪爾巴祈求勝樂金剛的灌頂，在師母的幫助下密勒日巴一同求法，但被馬爾巴拒絕，並將密勒日巴趕出去。:80-84:38-41
接著，瑪爾巴大師指示，先幫忙蓋一所客店，蓋好就傳授佛法。於是密勒日巴又開始建造客店，在客店快要蓋好時，正好有佛弟子在求密集金剛灌頂，在師母的幫助下，密勒日巴再次求法，但依然被瑪爾巴大師轟出佛堂。然後瑪爾巴大師指示儘速完工，將傳授佛法予他，於是密勒日巴千辛萬苦的將客店修好，背上磨破的傷已非常嚴重，師母不忍，瑪爾巴知道後也關心他的傷勢，並以那洛巴的十二大苦行、十二小苦行來鼓勵他，然後幫他做了幾個裝東西的口袋以免沙土粘上傷口，密勒日巴則忍住疼痛持續工作。:84-89:41-43
期間正值有佛弟子正向瑪爾巴大師祈求金剛灌頂，密勒日巴在師母的幫助下，再次求法，這次師母將私房財送給密勒日巴作為求法的供養，瑪爾巴知道後非常的生氣，雖然師母與求法的大眾都為密勒日巴求情，但瑪爾巴大怒，將密勒日巴大打一頓後轟出佛堂。師母則安慰密勒日巴並表示會幫忙介紹好的喇嘛傳法，因此，偷拿了那洛巴大師的信物並以假信偷蓋上瑪爾巴的印，讓密勒日巴到瑪爾巴的大弟子俄巴喇嘛處學法，俄巴看到了書信和信物後便傳予密勒日巴殊勝佛法，但因為沒有獲得瑪爾巴大師的同意，密勒日巴的修持並無任何受用。:92-105:43-52
瑪爾巴知道後非常忿怒追問此事，俄巴喇嘛只得說明原委並歸還信物，密勒日巴和師母都受到嚴厲斥責，求法不得的他非常難過，自覺罪障深重，便拔出小刀想要自殺，俄巴喇嘛來制止，喇嘛們皆來相勸，並求情於瑪爾巴大師，大師知道後流下悲淚，終於同意傳法，並向大眾說明原委，是為了清淨密勒日巴的罪業，因此故意給予苦行叫他修房子，師母心腸太軟、太慈悲，但是假做印信，是不對的，俄巴不知道是假信，而傳授殊勝佛法給密勒日巴，因此之後便再也沒辦法給他痛苦，所以發怒。密勒日巴遭到的磨難是為了佛法的緣故，而且密勒日巴如果能受九次的大痛苦、大折磨，將消除業障，不再落入六道輪迴，目前僅剩一點點罪業，完全是師母心軟的緣故。瑪爾巴又說，但密勒日巴大部份的罪業都已在八次的大苦行，和無數的小苦行中清淨，從此之後，將要傳授殊勝佛法給密勒日巴，並加持他修行的資糧，幫助他好好修行。:112-117:52-58
當晚，瑪爾巴大師即傳授與會大眾解脫戒，然後傳密勒日巴居士戒和菩薩戒，賜予法名密勒金剛幢，隔日授予傳法灌頂並賜法名喜笑金剛。:117-119:58

### 苦修證果
瑪爾巴大師指導密勒日巴在崖洞中閉關修持，然後傳授他拙火成就法，指導他未來要在雪山竣嶺間修行。這段期間，密勒日巴的道量獲得非常大的進步，後來因為思念母親與家鄉，他決定出關返鄉，瑪爾巴大師在他返鄉前，傳授甚深口訣與灌頂給密勒日巴，並告誡他不可為了財寶、名利，或希望受人恭敬，或因個人偏愛，而傳此法，一定要謹慎、珍惜這些口訣好好的修持，如果遇到有善根的弟子，即使他非常窮，沒有物資供養，也應該傳授佛法給他，至於帝洛巴祖師和那諾巴上師，以及瑪爾巴給予密勒日巴的種種折磨，這些過於嚴格的方法今後不宜再使用，然後鼓勵密勒日巴務必精進努力、建立成就，然後隆重的為他的返鄉之旅送行。:120-154:59-77
密勒日巴回到家中，妹妹下落不明，只看到母親的屍骨，悲痛萬分的他暈過去，醒來後想起瑪爾巴大師傳授的口訣，即入定修法為母親超渡，然後妥善安置母親的骨骸。這時密勒日巴感悟到人生無常，執著於世俗的一切是毫無意義的事，因此決定捨棄世間八法精進修行，然後就到家鄉後山的崖窟中修苦行，後來因為糧食用盡下山化緣乞食，然後先後遇到當年佔據他家產的姑母和伯父，密勒日巴面對仇家的咒罵與攻擊，皆以大悲忍辱之心面對，甚至將自家的田產給予姑母，卻只換得少量的糧食，然後遇到當年的未婚妻，密勒日巴則勸慰她一同修學佛法，她雖然同意學習佛法，但無法認同這樣的苦行而離開。:157-175:78-88
歷經這些的密勒日巴對於人世間生起了厭離之心，決定捨棄家宅和田園到「護馬白崖窟」修行，抵達後他發下誓願，捨棄今生與世俗一切，不得成就不下山，於是密勒日巴就在此崖窟中精進修持。隨著時間過去，勇猛精進的他道量已有很大的進步，但糧食漸漸吃光，只好吃野蕁蔴度日，因為長期吃野蕁蔴，身體瘦得剩一副骨頭。而在他修行的過程中還遇到了羞辱他，將他摔撞在地的獵人，以及同情他處境的獵人，密勒日巴皆以慈悲忍辱之心面對，並嘗試勸化，接著多年未見的妹妹和未婚妻找到了他，她們都為密勒日巴的處境感到難過，勸他至少要為生命去乞食維生，但他密勒日巴堅持不浪費時間，持續精進，最後在妹妹、未婚妻的護持、供食以及自己的精進修持之下，密勒日巴修出拙火暖樂、種種神變等證量，最終成就聖果。:175-196:88-99

### 圓寂
密勒日巴證果後，持續於西藏各洞窟中修行，過程中渡化了許多包含人類及非人類的眾生，最後渡化了一位名叫操普的學者後，即向他的弟子們吩咐遺言，然後入定，示現圓寂，享壽八十四歲。:225:128

## 師承
- 瑪爾巴[3]

## 弟子
- 惹瓊巴
- 岡波巴[4][3]